# Aparición de la Virgen a san Lorenzo (El Greco)
Aparición de la Virgen a san Lorenzo es una obra del Greco, realizada poco después de su llegada a España. Es una obra insólita dentro del corpus artístico de dicho pintor, porqué no se sabe que él ni su obrador realizaran ningún otro lienzo de esta temática.

## Tema de la obra
El papa Sixto II fue crucificado el 6 de agosto del 258, durante la persecución ordenada por el emperador Valeriano. Una leyenda citada por san Ambrosio dice que san Lorenzo se encontró con Sixto, y le preguntó: "¿Dónde vas, estimado padre, sin tu hijo?". Sixto respondió: "De aquí a tres días me seguirás". Según dicha tradición, Lorenzo fue quemado vivo en una parrilla el día 10 de agosto. La parrilla que el sostiene el santo se refiere a esta leyenda, la cual sin embargo no habla de la aparición de la Virgen.
Esta obra fue encargada por Rodrigo de Castro —fundador del Colegio de Nuestra Señora de la Antigua— quien fue inquisidor, cardenal, y arzobispo de Sevilla.

## Análisis de la obra

### Datos técnicos y registrales
- Siempre ha permanecido en el Colegio de Nuestra Señora de la Antigua, en Monforte de Lemos (exceptuando exposiciones temporales);
- Pintura al óleo sobre lienzo;
- Datación: ca.1578-1580, según Harold Wethey
- Dimensiones:119 x 102 cm;
- Consta en el catálogo razonado de Wethey con el n º. 255 y Tiziana Frati le da la referencia 35.[4]

### Descripción de la obra
San Lorenzo lleva una bellísima dalmática marrón-dorada, con un amplio brocado rojo en las mangas. Su figura  —amplia e inscrita en un triángulo— destaca sobre un fondo azulado, con nubes blanquecinas. En su mano derecha sostiene una parrilla, atributo de su martirio, y dirige su mirada hacia la aparición de la Virgen. Sus manos y la estructura de su cabeza y manos recuerdan la del Retrato de Giovanni Battista Porta. La dalmática —minuciosamente pintada— anticipa las indumentarias litúrgicas de san Esteban y de san Agustín en El entierro del conde de Orgaz. El pintor emplea una pincelada rápida y vigorosa que resalta todos los detalles, y la figura no muestra aún el canon alargado, la profunda espiritualidad, ni la deformación expresionista de las obras posteriores del Greco.
En la parte superior derecha del lienzo —en un rompimiento de gloria—  aparecen la Virgen y el Niño Jesús, situados sobre una nube. La Virgen —con el Niño en brazos— viste la habitual túnica rosa bajo un manto azul. Detrás suya hay un foco luminoso, que ilumina el rostro y la figura de san Lorenzo.